# Göltzschtals voetbalkampioenschap 1927/28
In 1927/28 werd het zevende Göltzschtals voetbalkampioenschap gespeeld, dat georganiseerd werd door de Midden-Duitse voetbalbond. 
SpVgg Falkenstein werd kampioen en plaatste zich voor de Midden-Duitse eindronde. De club versloeg FC Preußen 1909 Biehla en verloor dan van SuBC Plauen. 

## Gauliga
| Plaats | Club                        | Wed. | W  | G | V | Saldo | Ptn.  |
| ------ | --------------------------- | ---- | -- | - | - | ----- | ----- |
| 1.     | SpVgg 06 Falkenstein        | 12   | 10 | 1 | 1 | 71:15 | 21:3  |
| 2.     | SV Sportlust Mylau          | 12   | 7  | 2 | 3 | 36:27 | 16:8  |
| 3.     | SC Teutonia 1911 Netzschkau | 12   | 6  | 2 | 4 | 45:36 | 14:10 |
| 4.     | SV Sturm Rebesgrün          | 12   | 5  | 1 | 6 | 51:33 | 11:13 |
| 5.     | VfB 1906 Auerbach           | 12   | 4  | 3 | 5 | 22:44 | 11:13 |
| 6.     | 1. FC 07 Reichenbach        | 12   | 2  | 3 | 7 | 12:29 | 7:17  |
| 7.     | VfB Lengenfeld 1908         | 12   | 1  | 2 | 9 | 14:67 | 4:20  |

|  | Kampioen, geplaatst voor Midden-Duitse eindronde |